# Touraco de Pauline
Tauraco erythrolophus
Espèce
Statut de conservation UICN

 LC  : Préoccupation mineure
Statut CITES
Le Touraco de Pauline (Tauraco erythrolophus), connu aussi en tant que Touraco pauline ou Touraco à huppe rouge, est une espèce d'oiseaux appartenant à la famille des Musophagidae.
Son nom est dédié à Pauline Fourès (1778-1869).

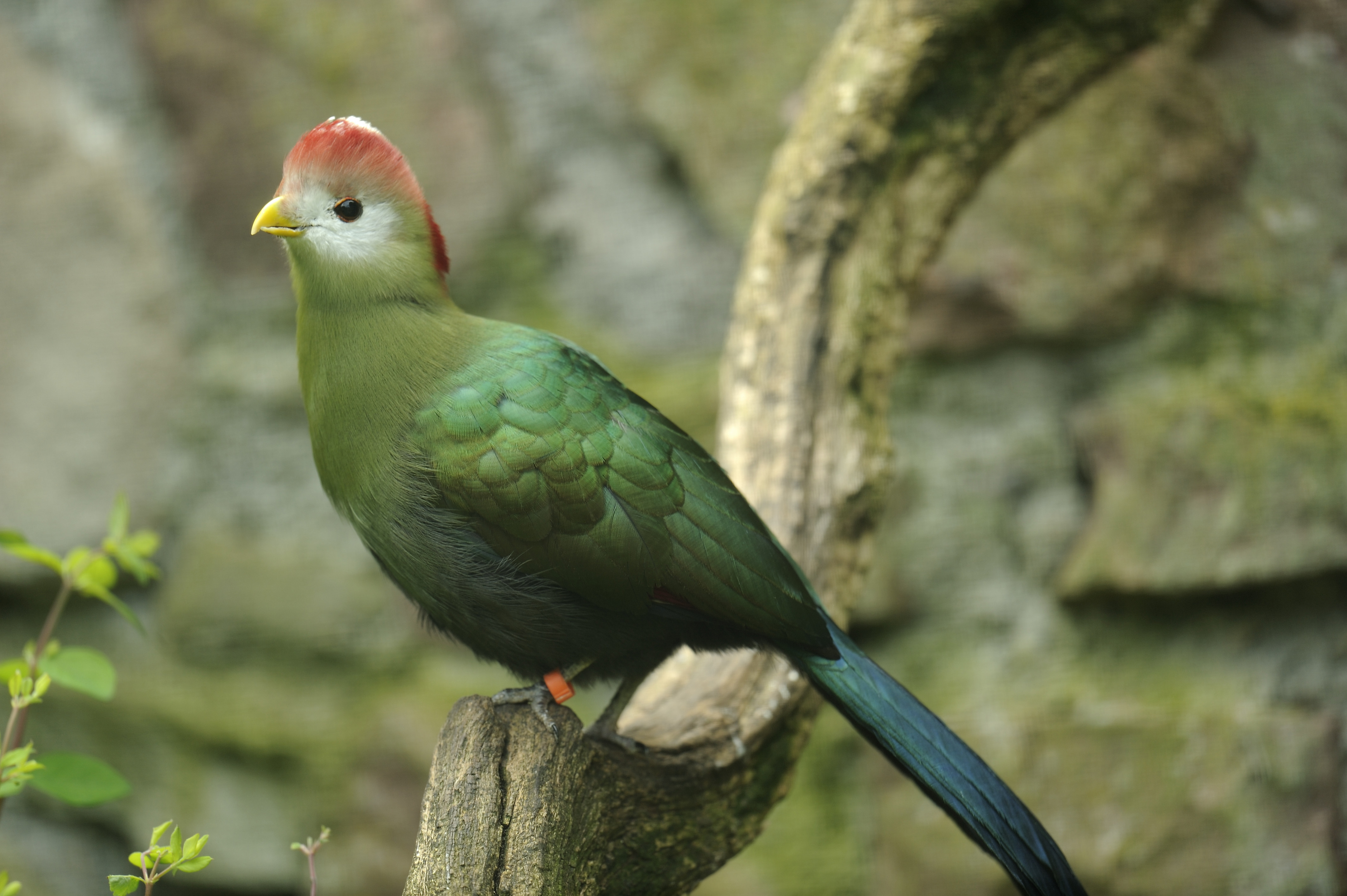
Touraco de Pauline.

Cet oiseau vit en Angola.